# Disney Channel (Inde)

## Népal
Disney Channel Nepal était une chaîne de télévision népalaise qui diffusait des séries Disney. Cette chaîne diffuse également plusieurs séries Nickelodeon intitulées Razmoket et Hey Arnold ! quel serait les live-actions de la chaîne. En raison de l'arrivée de Disney Play et après le lancement de Disney Play Hotstar dans toute l'Inde, la chaîne a été supprimée de la grille Indi+ et remplacée par Disney Channel Indonesia.
Moins, cela n’a pas complètement disparu. Vous pouvez toujours regarder certaines séries Disney Channel uniquement sur Disney Play.

## Relâchez
Disney Channel India (hindi : डिज़्नी चैनल; tamoul : டிஸ்னி சேனல்; télougou : డిస్నీ ఛానల్) est la version indienne de la chaîne pour la jeunesse Disney Channel. Elle est diffusée en continu en quatre langues : l'anglais, l'hindi, le tamoul et le télougou. La chaîne diffuse les productions internationales de Walt Disney Television Animation dont les films, les séries Disney et des programmes pour la jeunesse achetés récemment et des programmes locaux auto-produits.
Elle est disponible sur le câble et par satellite. Elle est prévue pour les enfants jusqu'à l'âge de 13 ans.

## Création et historique
Le 17 décembre 2004, Disney Channel et Toon Disney furent lancées en Inde en trois langues, : l'anglais, le tamoul et le télougou. La version hindi fut ajoutée plus tard mais uniquement pour les programmes internationaux. Elles sont distribuées par Star India.
Une troisième chaîne Disney, Jetix a été lancée à la fin de 2005.
À la fin de 2006, Disney a acheté la chaîne indienne pour la jeunesse Hungama TV, celle-ci devenant la quatrième chaîne de Disney dans ce pays.
Le 27 avril 2009, Disney débute la diffusion sur Disney Channel India d'une série produite localement, Kya Mast Hai Life marquant ainsi un virage complet spécifique au marché indien.
Le 28 septembre 2012, Disney Channel India annonce la diffusion de son premier téléfilm Luck Luck Ki Baat produit spécialement pour le marché indien.
Le 16 juin 2015, Disney Channel et le studio Graphic India s'associent pour créer une série d'animation de super héros nommée Astra Force. Le 8 août 2015, Disney Channel India décline les séries Shake It Up, Jessie, Bonne chance Charlie et La Vie de palace de Zack et Cody en version indienne sous les noms Shake It Up, Oye Jassie!, Best of Luck Nikki et The Suite Life of Karan and Kabir.